# ۹۱۱ (ترانه لیدی گاگا)
«۹۱۱» ترانه‌ای از خواننده آمریکایی لیدی گاگا از ششمین آلبوم استودیویی خود، کروماتیکا (۲۰۲۰) است. این ترانه در ۱۸ سپتامبر ۲۰۲۰ به سومین تک‌آهنگ آلبوم توسط اینترسکوپ رکوردز منتشر شد. پیش از ترانه تنظیم رشته‌ای با نام «کروماتیکا ۲» انجام شده‌است که دقیقاً به ابتدای این ترانه منتقل می‌شود. این ترانه توسط گاگا، جاستین ترانتر، بلادپاپ و میدآن نوشته شده‌است، و به همراه بنجامین رایس تهیه شده ست.. این ترانه یک اثر یورو دیسکو، پاپ و الکتروپاپ است که تحت تأثیر فانک و تکنو قرار دارد. اشعار ترانه در مورد داروهای ضدروان‌پریشی که خواننده باید بخورد صحبت می‌شود. گاگا «۹۱۱» را در جوایز موزیک ویدئوی ام‌تی‌وی ۲۰۲۰ به عنوان بخشی از یک برنامه مختلط اجرا کرد.

## پیش زمینه و ضبط

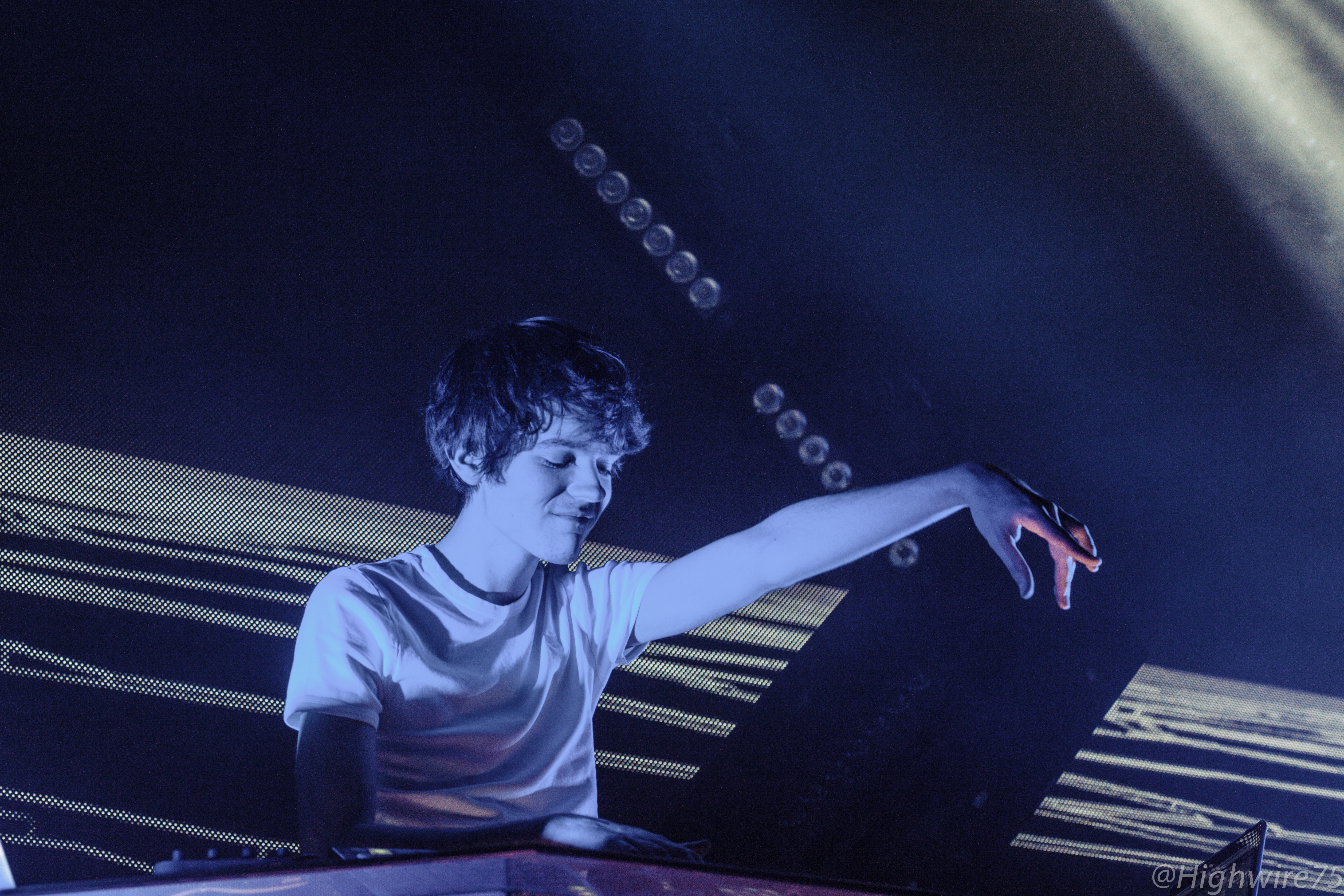
مادئون، تهیه‌کننده مشترک «۹۱۱»، قبلاً در آلبوم آرت‌پاپ خود با گاگا در سال ۲۰۱۳ کار کرده بود.

«۹۱۱» جزئیات و توصیف رابطه گاگا با داروی داروهای ضدروان‌پریشی او، الانزاپین است. گاگا گفت: «این در مورد داروی ضد روان پریشی است که من مصرف می‌کنم؛ و این به این دلیل است که من همیشه نمی‌توانم کارهایی را که مغز من انجام می‌دهد کنترل کنم. من این را می‌دانم و من مجبورم دارو بخورم تا روند پیش آمده را متوقف کنم.»
بلادپاپ در مصاحبه ای با رولینگ استون تأیید کرد که در حالی که گاگا ترانه را ضبط می‌کرد، اصرار داشت که استودیو سیاه و سفید باشد تا برای اینکه احساس کند مانند شخص دیگری کلاه گیس می‌پوشد و می‌خواهد «در مورد ترانه با هر برداشت، همه چیزهایی را که صحبت می‌کند دوباره زنده کند».

## اجرای زنده

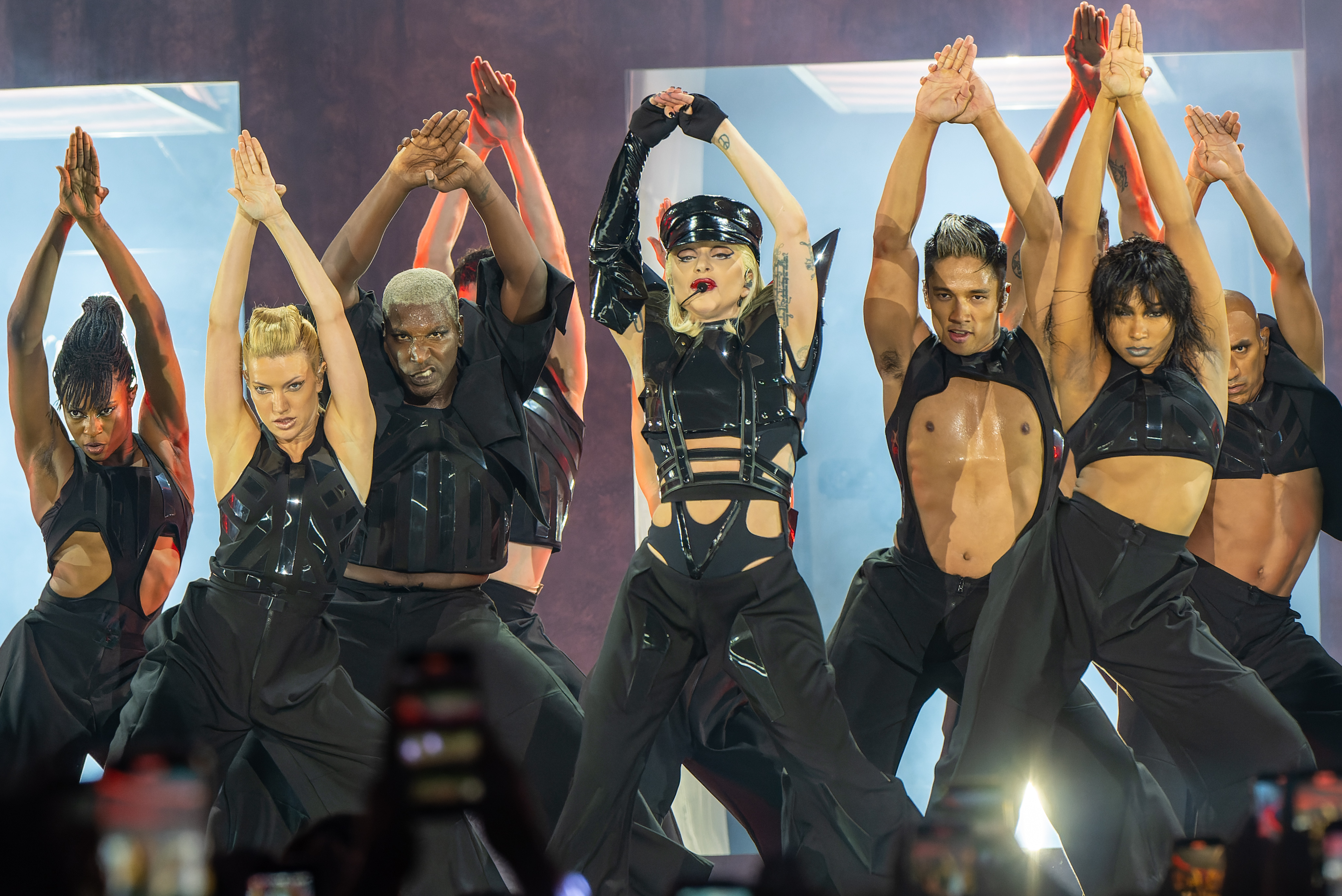
لیدی گاگا درحال اجرای "۹۱۱" در استادیوم تاتنهام هاتسپر لندن در ۲۹ جولای ۲۰۲۲.

در ۳۰ اوت ۲۰۲۰، گاگا در جوایز موزیک ویدئوی ام‌تی‌وی ۲۰۲۰ که شامل «۹۱۱» بود، قطعه‌های کروماتیکا را اجرا کرد. این اجرا با دراز کشیدن گاگا روی یک کاناپه و تماشای مراسم بازگشت وی‌ام‌ایز دهه ۹۰ آغاز شد. در حالی که «کروماتیکا ۲» در حال اجرا بود، او از یک میله به پایین پرتاب شد و به اتاقی پر از مانکن‌های برهنه رفت و رقصنده‌های پشتیبن به او پیوستند. گاگا در هنگام اجرا، لباس دو تکه به رنگ سبز روشن به همراه ماسک صورت ال‌ای‌دی به تن داشت.

## ریمیکس‌ها

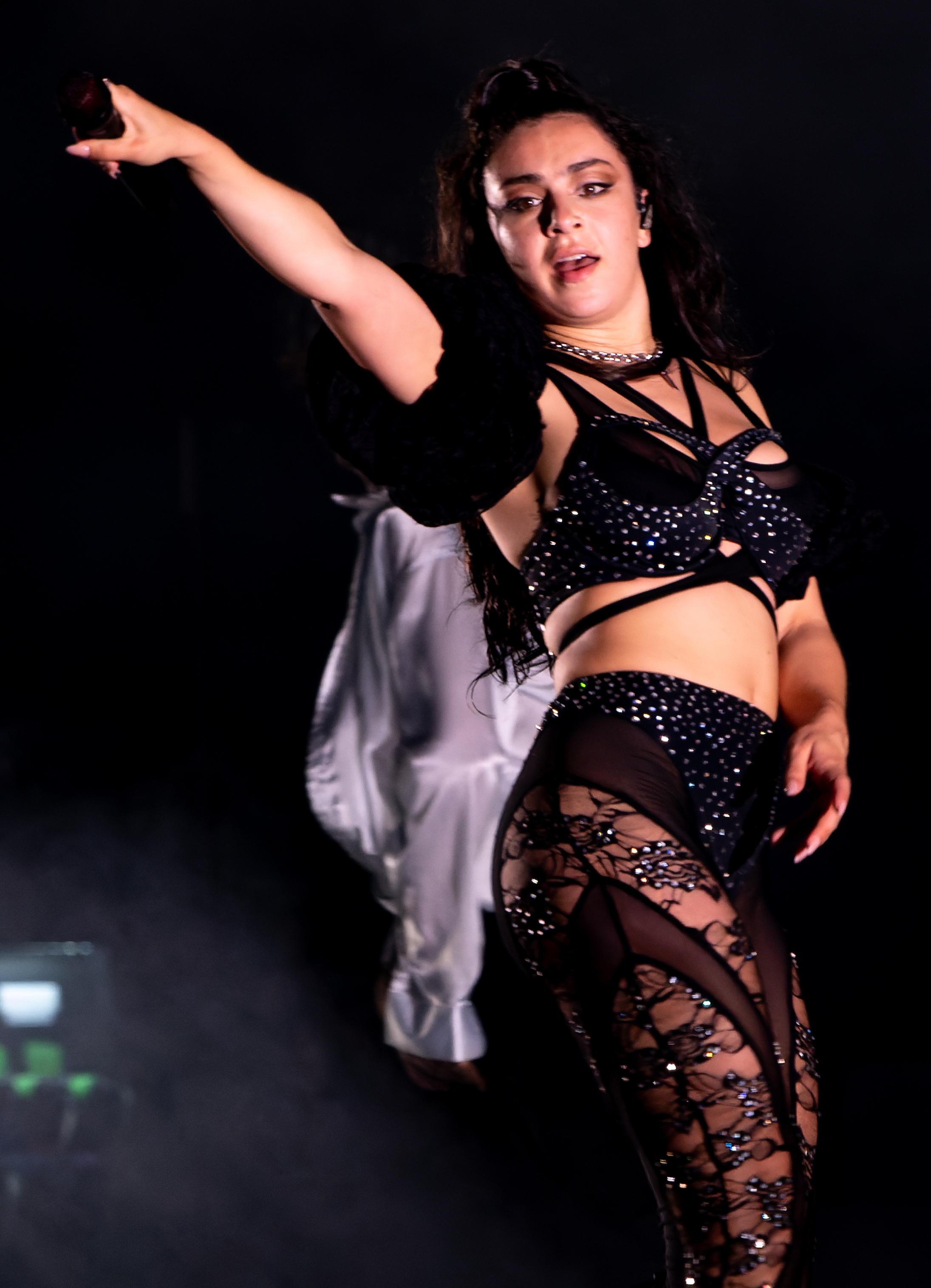
ریمیکس «۹۱۱» با همکاری خوانندهٔ بریتانیایی چارلی ایکس‌سی‌ایکس برای طلوع کروماتیکا (۲۰۲۱) موجود است.

ریمیکس‌هایی از این ترانه توسط برونو مارتینی، سوفی تاکر و ویس در ۴ دسامبر سال ۲۰۲۰ منتشر شدند. مادئون که یکی از تهیه‌کنندگان اصلی این ترانه نیز است ریمیکس «۹۱۱» را برای دی‌جی میکس خود تحت عنوان ان‌وای‌ئی ۲۰۲۱ ۳ هفته بعد از انتشار این ترانه، ریمیکس کرد.
چارلی ایکس‌سی‌ایکس طی یک جلس پرسش و پاسخی که در مارس سال ۲۰۲۱ در توئیتر داشت اعلام کرده بود با بلادپاپ در ارتباط بوده‌است و به وی پیشنهاد داده شده که در ریمیکس این ترانه همکاری نماید اما در نتیجه چیزی حاصل نشد که بعدا همان روز بلادپاپ اسکرین‌شاتی از مکالمه‌ای که با وی داشت منتشر نمود که تایید می‌کرد در نوامبر سال ۲۰۲۰ استم‌هایی برای وی فرستاده بوده‌است. با این حال، ایکس‌سی‌ایکس ادعا می‌کرد به‌دلیل یک خطای ارتباطی هرگز این استم‌هارا دریافت نکرده بوده ولی از تیم خود خواهد پرسید که آن‌هارا دریافت کرده‌اند یا خیر. ایکس‌سی‌ایکس ماه بعد مه تایید کرد که «فرآیند خلاقیت شروع شده». نسخهٔ ریمیکس وی در نهایت در ۳ سپتامبر سال ۲۰۲۱ با حضور ای. جی. کوک به‌عنوان یکی از ترانه‌های آلبوم ریمیکس گاگا تحت عنوان طلوع کروماتیکا منتشر گردید که شامل 

## اعتبارات و پرسنل
اعتبارات اقتباس شده از تیدال.
- لیدی گاگا - خواننده، ترانه‌سرا
- بلادپاپ - تهیه‌کننده، ترانه‌سرا، باس، طبل، گیتار، کیبورد، کوبه ای
- میدآن - تهیه‌کننده، ترانه‌سرا، باس، طبل، گیتار، کیبورد، سازهای کوبه ای
- جاستین ترانتر - ترانه‌سرا
- بنجامین رایس - تولید آواز، میکسر، پرسنل استودیو
- تام نوریس - میکسر، پرسنل استودیو

## جدول‌ها
| جدول (۲۰۲۰)                                        | اوج موقعیت |
| -------------------------------------------------- | ---------- |
| استرالیا (ای‌آرآی‌ای)                                | ۷۶         |
| کانادا (۱۰۰ تک‌آهنگ داغ کانادا)                     | ۸۵         |
| فرانسه (سندیکای)                                   | ۱۴۱        |
| یونان (IFPI)                                       | ۸۱         |
| ایتالیا (فدراسیون)                                 | ۹۲         |
| لیتوانی (AGATA)                                    | ۶۱         |
| تک‌آهنگ‌های داغ نیوزیلند (صنعت ضبط)                  | ۵          |
| پرتغال (ای‌اف‌پی)                                    | ۸۴         |
| ایالات متحده فوران‌کننده زیر ۱۰۰ آهنگ داغ (بیلبورد) | ۱          |
| ترانه‌های داغ رقص/الکترونیک ایالات متحده (بیلبورد)  | ۱۰         |
| رولینگ استون تاپ۱۰۰ ایالات متحده                   | ۸۷         |
| کرواسی (اچ‌آرتی)                                    | ۵۴         |
| اسکاتلند (اوسی‌سی)                                  | ۶۴         |
| دانلود تک‌آهنگ‌های بریتانیا (اوسی‌سی)                 | ۹۸         |

| نمودار (۲۰۲۱)                                     | اوج جایگاه |
| ------------------------------------------------- | ---------- |
| تک‌آهنگ‌های داغ نیوزیلند (انجمن صنعت ضبط نیوزیلند)  | ۳۴         |
| ترانه‌های داغ رقص/الکترونیک ایالات متحده (بیلبورد) | ۱۴         |

| جدول (۲۰۲۰)                                          | جایگاه |
| ---------------------------------------------------- | ------ |
| ترانه‌های رقص/الکترونیک ایالات متحده آمریکا (بیلبورد) | ۲۷     |

## گواهی‌ها
| منطقه                                   | گواهی | واحد گواهی‌شده/فروش |
| --------------------------------------- | ----- | ------------------ |
| ایتالیا (اف‌آی‌ام‌آی)                      | طلا   | ۳۵٬۰۰۰             |
| رقم فروش+پخش جاری تنها بر پایهٔ گواهی‌ها. |       |                    |